# Einband-Europameisterschaft 2011

Logo CEB (ausrichtender Verband)

Veranstaltungsort: Haarlo

Die Einband-Europameisterschaft 2011 war das 58. Turnier in dieser Disziplin des Karambolagebillards und fand vom 18. bis zum 22. Mai 2011 in Haarlo, einem Ortsteil von Berkelland statt. Es war die 21. Einband-Europameisterschaft in den Niederlanden.

## Geschichte
Diese Europameisterschaft wurde als Supercup der klassischen Disziplinen (Cadre 47/2, Cadre 71/2 und Einband) im niederländischen Haarlo ausgetragen. Es siegte zum sechsten Mal in Einband Frédéric Caudron aus Belgien.

## Modus
Gespielt wurde in zwei Gruppen à 4 Teilnehmer. Die Gruppensieger und die Gruppenzweiten qualifizierten sich für die KO-Runde. Es wurde bis 150 Punkte gespielt. Platz drei wurde nicht ausgespielt.
Die Qualifikationsgruppen wurden nach Rangliste gesetzt. Es gab außer dem Titelverteidiger keine gesetzten Spieler mehr für das Hauptturnier.
1. MP = Matchpunkte
2. GD = Generaldurchschnitt
3. HS = Höchstserie

## Gruppenphase
| Abschlusstabelle Gruppe A | Abschlusstabelle Gruppe A | Abschlusstabelle Gruppe A | Abschlusstabelle Gruppe A | Abschlusstabelle Gruppe A | Abschlusstabelle Gruppe A | Abschlusstabelle Gruppe A | Abschlusstabelle Gruppe A |
| Platz                     | Name                      | MP                        | Pkt.                      | Aufn.                     | GD                        | BED                       | HS                        |
| ------------------------- | ------------------------- | ------------------------- | ------------------------- | ------------------------- | ------------------------- | ------------------------- | ------------------------- |
| 1                         | Alain Rémond              | 6:0                       | 450                       | 25                        | 18,00                     | 50,00                     | 89                        |
| 2                         | Michel van Silfhout       | 4:2                       | 389                       | 62                        | 6,27                      | 7,89                      | 51                        |
| 3                         | Xavier Gretillat          | 2:4                       | 422                       | 58                        | 7,27                      | 7,89                      | 56                        |
| 4                         | Xavier le Roy             | 0:6                       | 302                       | 41                        | 7,36                      | –                         | 52                        |

| Abschlusstabelle Gruppe B | Abschlusstabelle Gruppe B | Abschlusstabelle Gruppe B | Abschlusstabelle Gruppe B | Abschlusstabelle Gruppe B | Abschlusstabelle Gruppe B | Abschlusstabelle Gruppe B | Abschlusstabelle Gruppe B |
| Platz                     | Name                      | MP                        | Pkt.                      | Aufn.                     | GD                        | BED                       | HS                        |
| ------------------------- | ------------------------- | ------------------------- | ------------------------- | ------------------------- | ------------------------- | ------------------------- | ------------------------- |
| 1                         | Henri Tilleman            | 6:0                       | 450                       | 29                        | 15,51                     | 18,75                     | 75                        |
| 2                         | Frédéric Caudron          | 4:2                       | 361                       | 29                        | 12,44                     | 21,42                     | 53                        |
| 3                         | Bernard Villiers          | 2:4                       | 331                       | 39                        | 8,48                      | 7,50                      | 53                        |
| 4                         | Wolfgang Zenkner          | 0:6                       | 226                       | 41                        | 5,51                      | –                         | 22                        |

## KO-Phase
|  | Halbfinale          | Halbfinale | Halbfinale | Halbfinale | Halbfinale | Halbfinale |                  |                     | Finale | Finale | Finale | Finale | Finale | Finale |
|  |                     |            |            |            |            |            |                  |                     |        |        |        |        |        |        |
|  |                     | MP         | Pkte.      | Aufn.      | ED         | HS         |                  |                     |        |        |        |        |        |        |
|  |                     | MP         | Pkte.      | Aufn.      | ED         | HS         |                  |                     |        |        |        |        |        |        |
|  | Alain Rémond        | 0          | 113        | 6          | 18,83      | 65         |                  |                     |        |        |        |        |        |        |
|  | Alain Rémond        | 0          | 113        | 6          | 18,83      | 65         |                  | MP                  | Pkte.  | Aufn.  | ED     | HS     |        |        |
|  | Frédéric Caudron    | 2          | 150        | 6          | 25,00      | 58         |                  | MP                  | Pkte.  | Aufn.  | ED     | HS     |        |        |
|  | Frédéric Caudron    | 2          | 150        | 6          | 25,00      | 58         | Frédéric Caudron | 2                   | 150    | 21     | 7,14   | 36     |        |        |
|  |                     | MP         | Pkte.      | Aufn.      | ED         | HS         | Frédéric Caudron | 2                   | 150    | 21     | 7,14   | 36     |        |        |
|  |                     | MP         | Pkte.      | Aufn.      | ED         | HS         |                  | Michel van Silfhout | 0      | 141    | 21     | 6,71   | 36     |        |
|  | Henri Tilleman      | 0          | 133        | 12         | 11,08      | 53         |                  | Michel van Silfhout | 0      | 141    | 21     | 6,71   | 36     |        |
|  | Henri Tilleman      | 0          | 133        | 12         | 11,08      | 53         |                  |                     |        |        |        |        |        |        |
|  | Michel van Silfhout | 2          | 150        | 12         | 12,50      | 61         |                  |                     |        |        |        |        |        |        |
|  | Michel van Silfhout | 2          | 150        | 12         | 12,50      | 61         |                  |                     |        |        |        |        |        |        |

## Abschlusstabelle
| MP    | Match Points (Sieger = 2; Unentschieden = 1; Verlierer = 0) |
| Pkte. | Erzielte Karambolagen                                       |
| Aufn. | Benötigte Versuche                                          |
| GD    | Generaldurchschnitt                                         |
| BED   | Bester Einzeldurchschnitt eines Spielers                    |
| HS    | Höchstserie                                                 |
|       | Bester GD des Turniers                                      |
|       | Bester ED des Turniers                                      |
|       | Beste HS des Turniers                                       |
|       | 1. Platz (Gold)                                             |
|       | 2. Platz (Silber)                                           |
|       | 3. Platz (Bronze)                                           |

| Phase                               | Platz | Name                | MP  | Pkt. | Aufn. | GD    | BED   | HS |
| ----------------------------------- | ----- | ------------------- | --- | ---- | ----- | ----- | ----- | -- |
| Finale                              | 1     | Frédéric Caudron    | 8:2 | 661  | 56    | 11,80 | 25,00 | 58 |
| Finale                              | 2     | Michel van Silfhout | 6:4 | 680  | 95    | 7,15  | 12,50 | 61 |
| Halb- finale                        | 3     | Alain Rémond        | 6:2 | 563  | 31    | 18,16 | 50,00 | 89 |
| Halb- finale                        | 3     | Henri Tilleman      | 6:2 | 583  | 41    | 14,21 | 18,75 | 75 |
| Gruppen- phase                      | 5     | Bernard Villiers    | 2:4 | 331  | 39    | 8,48  | 7,50  | 53 |
| Gruppen- phase                      | 6     | Xavier Gretillat    | 2:4 | 422  | 58    | 7,27  | 7,89  | 56 |
| Gruppen- phase                      | 7     | Xavier le Roy       | 0:6 | 302  | 41    | 7,36  | –     | 52 |
| Gruppen- phase                      | 8     | Wolfgang Zenkner    | 0:6 | 226  | 41    | 5,51  | –     | 22 |
| Turnierdurchschnitt: Endrunde: 9,37 |       |                     |     |      |       |       |       |    |